# Virginal

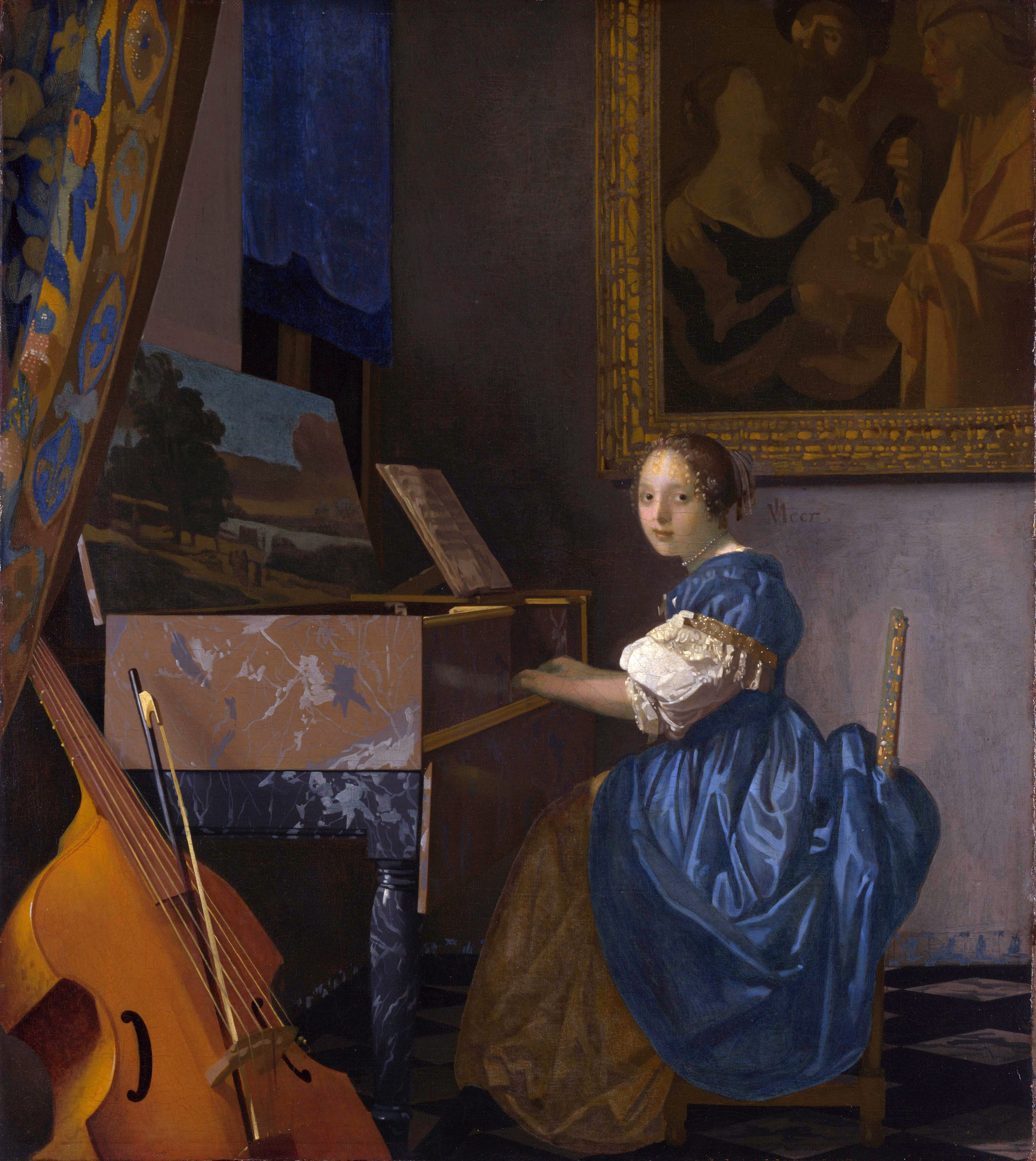
Dama sentada ante un Virginal, óleo de Johannes Vermeer, en la National Gallery (Londres)

El virginal  es un cordófono punteado, de la familia del clave, clavicémbalo o espineta pero más pequeño, de forma diferente (oblonga o rectangular) y con un solo teclado a lo largo del instrumento, no en un extremo como los ejemplos anteriores. 
Se difundió en los Países Bajos (en el 1500) y en Inglaterra (en el 1600). Sus cuerdas se disponen paralelamente al teclado o, en algunos casos, estas cuerdas pueden tomar una distribución, en diagonal.
La cuerda, es punteada mediante un plectro en el centro, a diferencia del piano que percute mediante martillos y desarrollando debido a esta distribución, un sonido menos metálico que las espinetas o clavecines.
Etimológicamente, su origen no está claro pero existen hipótesis sobre que el nombre proviene probablemente del latín virga, palo, verga, varilla o martinete; otras hipótesis también plantean que pudiese provenir del latín virginâlis ('virginal') lo que indicaría el hecho de que era tocado generalmente por muchachas; en cambio actualmente se ha desechado la teoría planteada, de que la raíz del nombre de este instrumento derivaba de la Reina Virgen porque ya desde muchos años antes era conocido con el nombre de virginal.
El término italiano spinetto o espineta se utiliza tanto para el virginal como para un instrumento parecido con forma de ala de pájaro;
El primer libro para virginal es  la antología Parthenia, su título original es "Parthenia or the Maydenhead of the first musicke that ever was printed for the Virginalls" regalado a Isabel Estuardo y a Federico V del Palatinado por su boda en 1613, contiene música de William Byrd, John Bull y Orlando Gibbons.

## Véase también

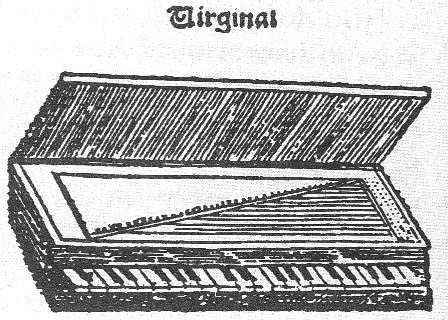
Virginal representado en un grabado. Ca. 1515.